# مستأجر طبقه بالا
مستأجر طبقه بالا (ایتالیایی: L'inquilina del piano di sopra) یک فیلم کمدی سکسی سبک ایتالیایی به کارگردانی لوکا دامیانو است که در سال ۱۹۷۷ منتشر شد.

## گزیدهٔ بازیگران
- لینو توفولو
- سیلویا دیونیزیو
- پیپو فرانکو
- ماریا کومانی کوآزیمودو
- ماریا آنتونیتا بلوتسی
- تئو تئوکولی
- انتسو کاناواله
- ماریو مارانتسانا
- لوردانا مارتینز
- فرانکو فانتازیا
- فرانکو رِسِل
- ماریو کُلی